# كزافييه أبريل
كزافييه أبريل (بالإسبانية: Xavier Abril)‏ هو صحفي وكاتب وشاعر بيروفي، ولد في 4 نوفمبر 1905 في ليما في بيرو، وتوفي في 1990 في مونتفيدو في الأوروغواي.